# Мафиозо (фильм)
«Мафиозо» (итал. Mafioso) — кинофильм режиссёра Альберто Латтуады, вышедший на экраны в 1962 году.

## Сюжет
Антонио Бадаламенти (Альберто Сорди) — скромный хронометрист на одном из миланских заводов. Благодаря своему усердию, он находится на очень хорошем счету у начальства. Это позволяет ему получить долгожданный отпуск. Антонио с женой Мартой (Норма Бенгелл) и двумя дочками, едет на родину — в маленький сицилийский городок. Там он вновь окунётся в мир обильной пищи и патриархальных ценностей. Впрочем, главной особенностью местной жизни является всеобщая подчинённость мафии, руководимой всесильным доном Винченцо (Уго Аттанасио), у которого есть свои планы насчёт Антонио.

## В ролях
- Альберто Сорди — Антонио Бадаламенти
- Норма Бенгелль — Марта
- Габриелла Конти — Розалия
- Уго Аттанасио — дон Винченцо
- Чинция Бруно — Донателла
- Кармело Оливьеро — дон Либорио
- Армандо Тине — доктор Занки

## Награды
- 1963 — приз «Золотая раковина» кинофестиваля в Сан-Себастьяне[1]